# Umberto Brustio
Umberto Brustio (Buenos Aires, 20 dicembre 1878 – Milano, 25 aprile 1972) è stato un dirigente d'azienda e imprenditore italiano, Cavaliere del Lavoro dal 1952.
Nato in Argentina da una famiglia attiva nell'imprenditoria dolciaria, fu uno dei migliori manager italiani della prima metà del XX secolo, unico in grado di risollevare la Rinascente del cognato Senatore Borletti dal periodo di crisi che stava attraversando nel 1919.
Nel 1940, dopo la morte di Borletti, Brustio assunse la presidenza della Rinascente, mantenendola fino al 1957, anno in cui assunse la carica di presidente onorario. Sotto la guida di Brustio la Rinascente conobbe una felicissima espansione, tanto da raggiungere nel 1950 il capitale di 1 miliardo di lire.

## Biografia

### Origini e primi anni (1878-1913)
Umberto Brustio nacque a Buenos Aires da Giulio Cesare Brustio, cacciatore delle Alpi di Giuseppe Garibaldi, e Liberata Maffei. Suo padre era un modesto imprenditore dolciario, che lo avviò agli studi tecnici una volta tornato in Italia.
Il suo primo impiego fu quello di rappresentante presso un'azienda comasca di arredi, la Benini, che fu dichiarata in fallimento nel marzo del 1908, lasciandolo disoccupato. Brustio trovo dunque lavoro nell'azienda chimica A. E. Bianchi & C. di Alberto Bianchi; tale lavorò non soddisfece Brustio, che lo abbandonò in poco tempo.
Nel 1908 aveva sposato Antonia Borletti, sorella di Senatore Borletti; ciò gli permise di essere chiamato a Buenos Aires dal cognato per dirigere la società Enrico dell'Acqua (defunto suocero di Borletti), dotata di un grosso complesso industriale sito proprio nella città natale di Brustio (1913).

### Prima attività imprenditoriale (1913-1928)

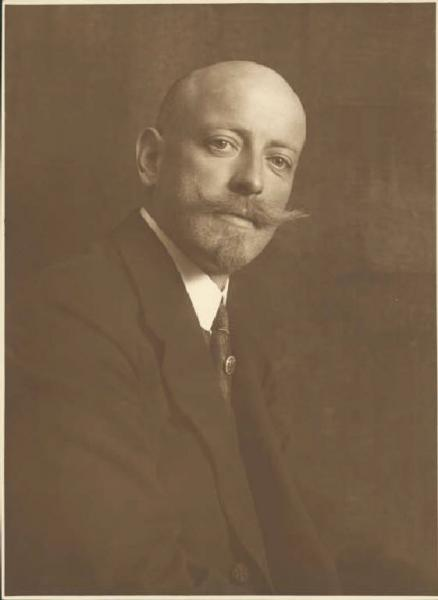
Senatore Borletti, pigmalione di Brustio.

Brustio rimase alla guida della Dell'Acqua fino al 1919, quando, su invito di Borletti, tornò in Italia per assumere ruoli dirigenziale nella Rinascente del cognato, che aveva rilevato l'azienda del defunto Ferdinando Bocconi, chiedendo a Gabriele D'Annunzio in persona di darle un nuovo nome. Brustio entrò nel consiglio d'amministrazione nel giugno 1919, divenendo poi amministratore delegato della società l'11 ottobre. Nel marzo 1921 Brustio ottenne la riapertura della filiale in piazza Duomo, distrutta da un incendio nella notte di natale 1918; negli anni successivi Brustio si trovò a barcamenarsi tra coloro che controllavano l'azienda, ossia Borletti, la Banca commerciale e i fornitori all'ingrosso.
La Banca era ansiosa di ricavare utili dall'azienda e addossava a Brustio le responsabilità della lentezza della crescita; d'altro canto i fornitori erano contrariati dalla politica dell'amministratore delegato, che puntava agli acquisti più convenienti.
Nel 1922 Brustio riuscì ad imporre la sua dottrina, consentendo l'espansione a livello nazionale dell'azienda. Brustio impose un modello di diffusione capillare, che avrebbe noverato vari magazzini anche in centri minori e, dal 1927, vendite rateali.
Brustio e Borletti trovarono tuttavia difficoltà nell'imporsi, dacché gli italiani spesso non potevano permettersi, dato il basso reddito dovuto al periodo di crisi, di acquistare gli articoli della Rinascente.

### Fondatore della UPIM (1928-1939)

Il primo logo della UPIM (1928)

Nel 1928 Brustio si ispirò al modello tedesco a prezzo unico per fondare la UPIM (Unico prezzo italiano Milano), in collaborazione col futuro antagonista Franco Monzino. I prezzi della UPIM andavano da 1 a 5 lire, con incasso medio di £ 6.000 al giorno. Il modello a prezzo unico permetteva libertà di scelta ai clienti e semplificava le vendite, consentendo l'assunzione di personale meno qualificato e, perciò, peggio salariato.
Nel 1933 avvenne l'ingresso dei Grandi Magazzini Jelmoli nelle azioni della società Rinascente, sostituendo la Banca Commerciale; ciò garantì maggior stabilità alla Rinascente, che nel 1934 si fuse con l'UPIM. Nella difficile congiuntura determinata dalla crisi economica dei primi anni Trenta, il "prezzo unico" diventò lo strumento che consentì all'impresa, orientata da Brustio verso consumi popolari, di resistere: fra il 1930 e il 1940 le filiali La Rinascente e Upim passano rispettivamente da 18 a 5 e da 14 a 36. Grazie a questa strategia, il 1933 è l’ultimo anno prima della guerra che vede l'azienda in perdita.

### Presidente della Rinascente-Upim (1940-1957)
Il 13 dicembre 1939 venne improvvisamente a mancare Senatore Borletti, presidente della Rinascente; l'8 gennaio 1940 il cognato Brustio gli successe alla presidenza.
In questo periodo Brustio dovette subire la spietata concorrenza della Standa di Franco Monzino, Italo Monzino e Ferdinando Borletti, fratello di Senatore, con esiti spesso altalenanti. L'accordo che si raggiunse avrebbe preveduto il raddoppiamento delle sedi delle due società cinque anni dopo la fine della seconda guerra mondiale, ma fu vanificato dal conflitto, che danneggiò quasi tutte le sedi UPIM e tutte le sedi Rinascente tranne quella di Roma.
Brustio non stette a guardare; nel 1946 furono riattivate 19 filiali UPIM e varie sedi Rinascente (nel 1950 venne riaperta anche la sede principale, in piazza Duomo a Milano).
Proprio in questo periodo (1950) l'azienda raggiunse un capitale miliardario. Successivamente l'azienda crebbe schiacciando la concorrenza ed accumulando, nel 1957, un capitale di 5 miliardi di lire.

### Ultimi anni (1957-1972)
Nel 1957 lasciò la presidenza, divenendo presidente onorario, ma fece parte del consiglio d'amministrazione fino al 1968.
Dal 1958 fece parte della Hall of Fame in Distribution di Boston. Morì il 25 aprile 1972, novantatreenne.

## Archivio
La documentazione prodotta da Umberto Brustio durante il periodo in cui assunse ruolo dirigenziale ne La Rinascente (1919-1957) è raccolta nel fondo Carte Brustio (La Rinascente) conservato presso l'Istituto di storia economica dell’Università commerciale L. Bocconi di Milano.